# Kaisergames
Die Kaisergames GmbH (Eigenschreibweise: KaiserGames) war ein Unternehmen der Computerspielbranche mit Sitz in Köln.

## Geschichte
2003 entstand die Kaisergames GmbH. Kaisergames war der Betreiber mehrerer Spieleportale in mehreren Sprachen, unter anderem die deutsche Spieleseite SpielAffe.de. Ab 2008 entwickelte Kaisergames.de auch eigene Spiele. 2010 stieg Kaisergames bei United Prototype Ventures und Fliplife ein, die Nachfolgeprojekte der Sevenload-Macher Ibrahim Evsan und Thomas Bachem, sowie ihrem Partner Tobias Hartmann, bis sie die Fliplife GmbH 2012 vollständig übernahmen.
Kaisergames zählte mit seinem Angebot „zu den Big Playern der Flash Games Branche“ und ist einer der „Marktführer der deutschen Flash-Spiele-Branche“. Die Seite SpielAffe.de erreichte in Deutschland ein Alexa-Ranking unter den 500 meistbesuchten Seiten (weltweit unter den ersten 5.000). Das Portal „KralOyun“ war unter den Top 50 der beliebtesten Websites in der Türkei.
Etwa 2012 wurden alle Spiele der Rubrik „Super Mario“ von „SpielAffe.de“ entfernt.
2015 wurden alle Websites an GIGA verkauft. Die GmbH wurde allerdings nicht aus dem Handelsregister gelöscht. Der Geschäftsführer Ilker Aydin benannte seine Gesellschaft schließlich 2020 nach sich selbst um, wobei der Gegenstand des Unternehmens nicht verändert wurde. Zusammen mit der Famobi GmbH, bei dem Ilker Aydin ebenfalls Gesellschafter ist, betreiben beide Gesellschaften heute das gleichnamige Spieleportal Famobi, dass im Gegensatz zu den ehemaligen Spieleportalen, nicht auf den Adobe FlashPlayer, sondern auf die Computersprache HTML5 setzt.

## Portale
Kaisergames betrieb bis zu elf Spieleportale, darunter acht „SpielAffe-Portale“ in anderen Sprachen. Außerdem gab es noch ein News-Portal. Die „SpielAffe“-Portale waren auf Kinderfreundlichkeit ausgerichtet und hatten somit auch nur gewalt- und blutfreie Spiele auf der Seite.
Sonstige Spieleportale waren Games1 mit normalen, aber auch gewalthaltigen Spielen und Spielzwerg, ein Spieleportal für Kleinkinder im Vorschulalter.
Sobald eine Seite offline ist, erfolgt die Weiterleitung auf ein anderes, ehemalig von Kaisergames betriebenes, Spieleportal.
| Land                                      | Name           | Online/Offline      |
| ----------------------------------------- | -------------- | ------------------- |
| Deutschland                               | SpielAffe      | seit 2004           |
| Türkei                                    | KralOyun       | seit 2004           |
| Vereinigtes Königreich Vereinigte Staaten | KibaGames      | seit 2007           |
| Deutschland                               | SpielEsel      | Offline (2004–2015) |
| Spanien                                   | JuegosMonitos  | Offline (2006–2016) |
| Deutschland Türkei Vereinigtes Königreich | Games1         | Offline (2006–2023) |
| Vereinigtes Königreich                    | CasualNews     | Offline (2010–2014) |
| Frankreich                                | JeuxSinge      | Offline (2010–2016) |
| Italien                                   | GiochiScimmia  | Offline (2010–2016) |
| Deutschland                               | SpielZwerg     | Offline (2010–2023) |
| Niederlande                               | SpelletjesApen | Offline (2011–2016) |
| Norwegen                                  | SpillApe       | Offline (2011–2016) |
| Polen                                     | GraMalpa       | Offline (2011–2016) |
| Russland                                  | IgrMore        | Offline (2011–2016) |